# Fissure ptérygo-maxillaire
La fissure ptérygo-maxillaire (ou fente ptérygo-maxillaire) est une fente osseuse du crâne faisant communiquer la fosse infratemporale et la fosse ptérygopalatine .

## Description
La fissure ptérygo-maxillaire est une fente triangulaire verticale située entre le lame latérale du processus ptérygoïde de l'os sphénoïde et le corps du maxillaire. 
elle descend à angle droit depuis l'extrémité médiale de la fissure orbitaire inférieure.
Elle est fermée en bas par le processus pyramidal de l'os palatin.
Elle permet le passage de la partie terminale de l'artère maxillaire et du rameau alvéolaire supérieur et postérieur.